# Chrášťany (okres Praha-západ)
Obec Chrášťany je vesnice v okrese Praha-západ, kraj Středočeský, těsně za západní hranicí Prahy podél silnice č. 605, vedle pražské vesnice Třebonice a dopravní, obchodní a průmyslové zóny Zličín. Žije zde přibližně 1 200 obyvatel. Na území obce je několik průmyslových areálů. Ve vesnici je obecní úřad i základní škola.

## Historie

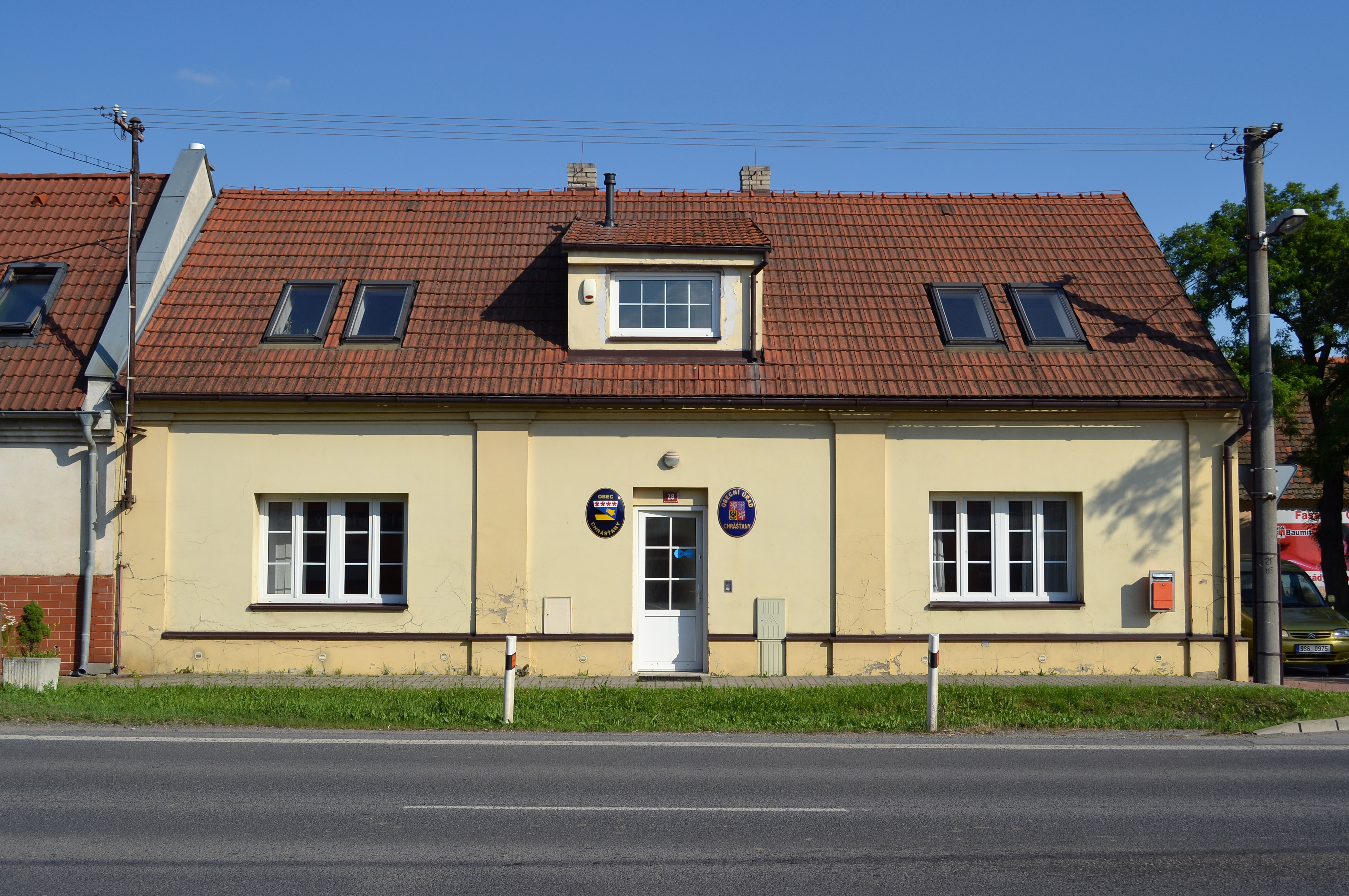
Obecní úřad Chrášťany

### Nejstarší dějiny

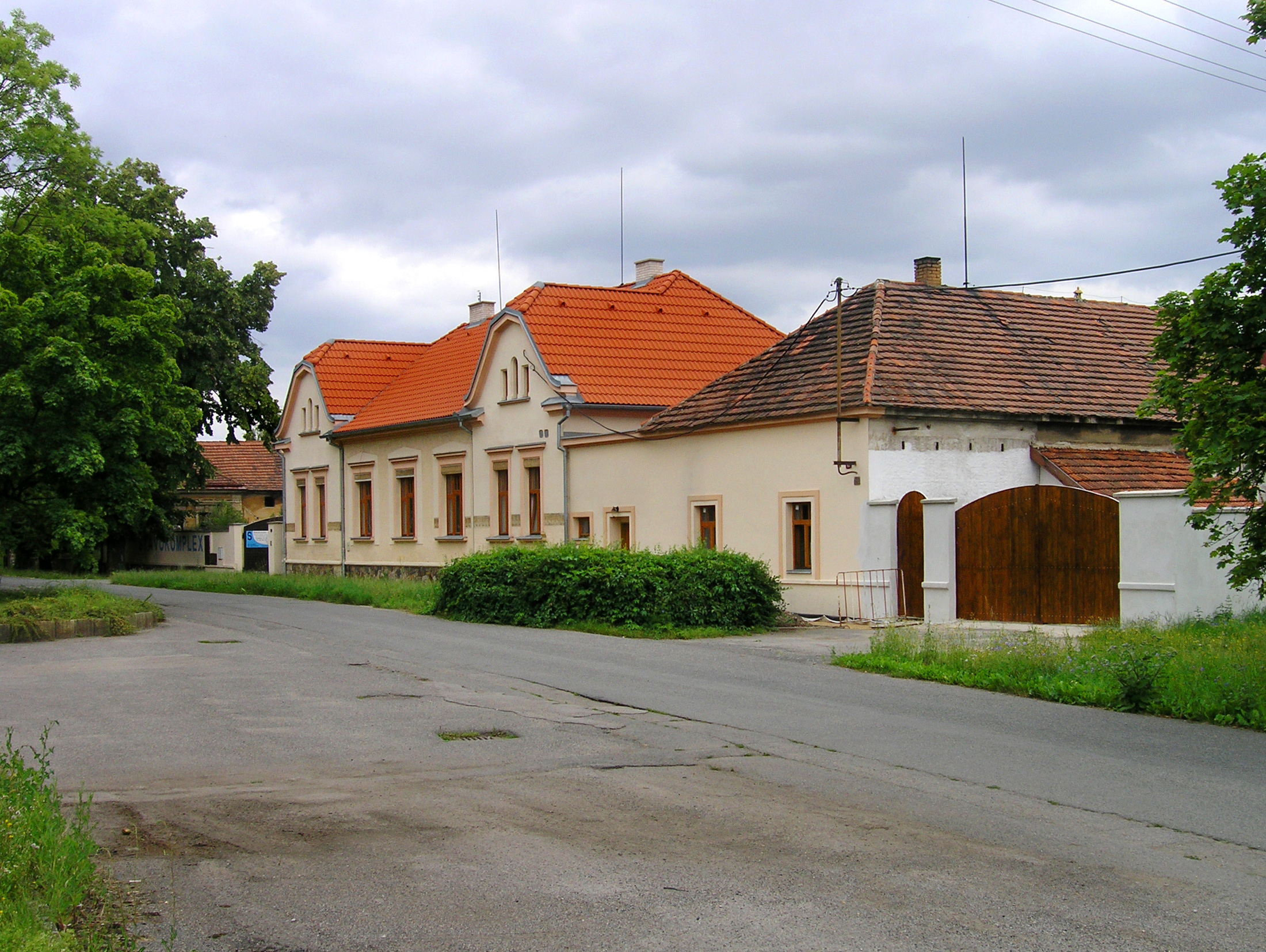
Bývalý statek v jižní části Chrášťan

První písemná zmínka o obci pochází z roku 1115, avšak nález kruhového slovanského žďářiště dokládá pravěké osídlení na území obce.

### Středověk
Ves vznikla při staré obchodní stezce z Prahy do Norimberka. První písemná zmínka o obci jménem Krascani se objevuje roku 1227 společně s Hořelicemi, Dušníky a Bratronicemi, jako majetek kláštera benediktinek u svatého Jiří na Pražském hradě. V majetkových listinách kláštera z let 1228 a 1233 je ves označována jako Hrascane. Od založení hradu Křivoklátu byli obyvatelé Chrášťan povinni poskytovat Křivoklátu služby, například v době válek povinnou vojenskou službu a v době míru museli poskytovat své koně a povozy. Od 14. století ve vsi navíc vzniklo malé šlechtické sídlo, k němuž patřila jedna její část. Roku 1318 je zmiňován jeden z pravděpodobných vlastníků tvrze, Cunrat de Chrascan. Od roku 1378 patřil duchovní podíl vsi pražskému arcibiskupství. Roku 1391 je jako občan a vlastník domu na Novém Městě pražském zmiňován jistý Smil z Chrášťan, který měl v letech 1396-1398 sídlo na tvrzi ve Velké Dobré. Vlastníkem světského podílu byl od roku 1420 katolík Zdeněk ze Šternberka. Poté, co arcibiskup Konrád z Vechty roku 1421 přestoupil k utrakvistům, připadl arcibiskupský podíl pražské kapitule a chrášťanské panství obsadili husité. Roku 1434 Zdeněk ze Šternberka, který se mezitím stal nejvyšším pražským purkrabím získal zpět svůj podíl Chrášťan. Jeho potomek Ladislav ze Šternberka přepsal Chrášťany společně s obcemi Železnou a Libečovem v roce 1507 na svatovítskou kapitulu.
Když roku 1530 panství získal Jan Šlovský ze Šlovic, byla v protokolu zachována jeho povinnost bránit hrad Křivoklát s kuší a zbrojí. Další vlastník, rytíř Pavel Léva z Brozánek, panství mezi lety 1540-1542 prodal vzdělanci Janovi z Púchova, kanovníkovi pražské a vyšehradské kapituly a jeho bratrům Václavovi a Floriánovi a synovci Zikmundovi. Posledně jmenovaný vešel do dějin coby překladatel spisu Sebastiana Münstera „Cosmographia“ do češtiny. Jako uznání za svou práci získal od krále Ferdinanda I. polepšení znaku a ve svém erbu si tak směl vyměnit medvěda za lva a užívat predikátu ze Lví Hory (něm. von Löwenberg). Svůj český překlad „Cosmographie“ rozšířený o dějepis Čech a Moravy vydal vysokým nákladem 1200 kusů financovala výhradně rodina Púchovských sama, která se tak chtěla obejít bez podpory krále či sponzorů. To však vedlo k finanční katastrofě. Když Zikmundův otec Florián z Púchova musel roku 1557 kvůli úplnému zadlužení panství Chrášťany přenechat svým věřitelům, skladoval v tvrzi stále 200 neprodaných výtisků „Cosmographie“. Se Zikmundem ze Lví Hory, jenž skonal v chudobě roku 1584, vyhasl rod Púchovských ze Lví Hory. Věřitelé tvrz prodali Ctiborovi Sluzskému z Chlumu a jeho čtyřem bratrům, od roku 1559 byl Ctibor Sluzský jediným vlastníkem chrášťanského panství. V první polovině 17. století se pak vlastníci panství rychle stříkali. Roku 1629 statek postupně přecházel na Trmaly z Toušic, Údrcké z Údrče, Horňátecké ze Škrovád, Pichly z Pichlsbergu, Robenhaupty ze Suché, Čábelické ze Soutic a nakonec na Jana Redlfestera z Vilderstorfu, za jeho správy byly tvrz i ves zpustošeny cizími vojsky a Redlfesetr pak zpustlý statek prodal budyšínskému kanovníkovi Václavu Karlovi ze Schwarzbachu.
V roce 1650 panství Chrášťany získala Polyxena ze Šternberka a o čtyři roky později ji prodala Karlovi Libštejnskému z Kolovrat. V roce 1667 panství i s tvrzí koupila Královská kapitula od hrabat Kolovratů-Libštejnských a na počátku 18. století nechala tvrz přebudovat na barokní zámek, který se stal správním sídlem nového panství Chrášťany s 5 poplužními dvory, únětickým pivovarem a vesnicemi Ořech, Knovíz, Únětice, Vokovice, Přílepy, Železná, Řepy a Dušníky. Školního vzdělávání v Chrášťanech bylo zahájeno roku 1829.

### Územněsprávní začlenění
Dějiny územněsprávního začleňování zahrnují období od roku 1850 do současnosti. V chronologickém přehledu je uvedena územně administrativní příslušnost obce v roce, kdy ke změně došlo:
- 1850 země česká, kraj Praha, politický okres Smíchov, soudní okres Unhošť[4]
- 1855 země česká, kraj Praha, soudní okres Unhošť
- 1868 země česká, politický okres Smíchov, soudní okres Unhošť
- 1893 země česká, politický okres Kladno, soudní okres Unhošť[5]
- 1939 země česká, Oberlandrat Kladno, politický okres Kladno, soudní okres Unhošť[6]
- 1942 země česká, Oberlandrat Praha, politický okres Kladno, soudní okres Unhošť[7]
- 1945 země česká, správní okres Kladno, soudní okres Unhošť[8]
- 1949 Pražský kraj, okres Praha-západ[9]
- 1960 Středočeský kraj, okres Praha-západ
- 2003 Středočeský kraj, obec s rozšířenou působností Černošice

### Rok 1932
V obci Chrášťany (670 obyvatel) byly v roce 1932 evidovány tyto živnosti a obchody: družstvo pro rozvod elektrické energie v Chrášťanech, 2 hostince, konsum Včela, kovář, krejčí, mlýn, 2 obuvníci, 6 rolníků, řezník, 3 obchody se smíšeným zbožím, 2 švadleny, trafika, truhlář, 2 velkostatky, vetešník.

## Obyvatelstvo

### Počet obyvatel
Počet obyvatel je uváděn za Chrášťany podle výsledků sčítání lidu včetně místních části, které k nim v konkrétní době patří. Je patrné, že stejně jako v jiných menších obcích Česka počet obyvatel v posledních letech roste. V celé chrášťanské aglomeraci nicméně žije necelých 2 tisíce obyvatel.
| 1869 | 1880 | 1890 | 1900 | 1910 | 1921 | 1930 | 1950 | 1961 | 1970 | 1980 | 1991 | 2001 | 2011 |
| ---- | ---- | ---- | ---- | ---- | ---- | ---- | ---- | ---- | ---- | ---- | ---- | ---- | ---- |
| 382  | 412  | 508  | 513  | 495  | 455  | 676  | 597  | 645  | 623  | 570  | 530  | 524  | 854  |

| 1869 | 1880 | 1890 | 1900 | 1910 | 1921 | 1930 | 1950 | 1961 | 1970 | 1980 | 1991 | 2001 | 2011 |
| ---- | ---- | ---- | ---- | ---- | ---- | ---- | ---- | ---- | ---- | ---- | ---- | ---- | ---- |
| 40   | 44   | 45   | 49   | 54   | 54   | 111  | 137  | 133  | 137  | 145  | 157  | 166  | 199  |

## Pamětihodnosti

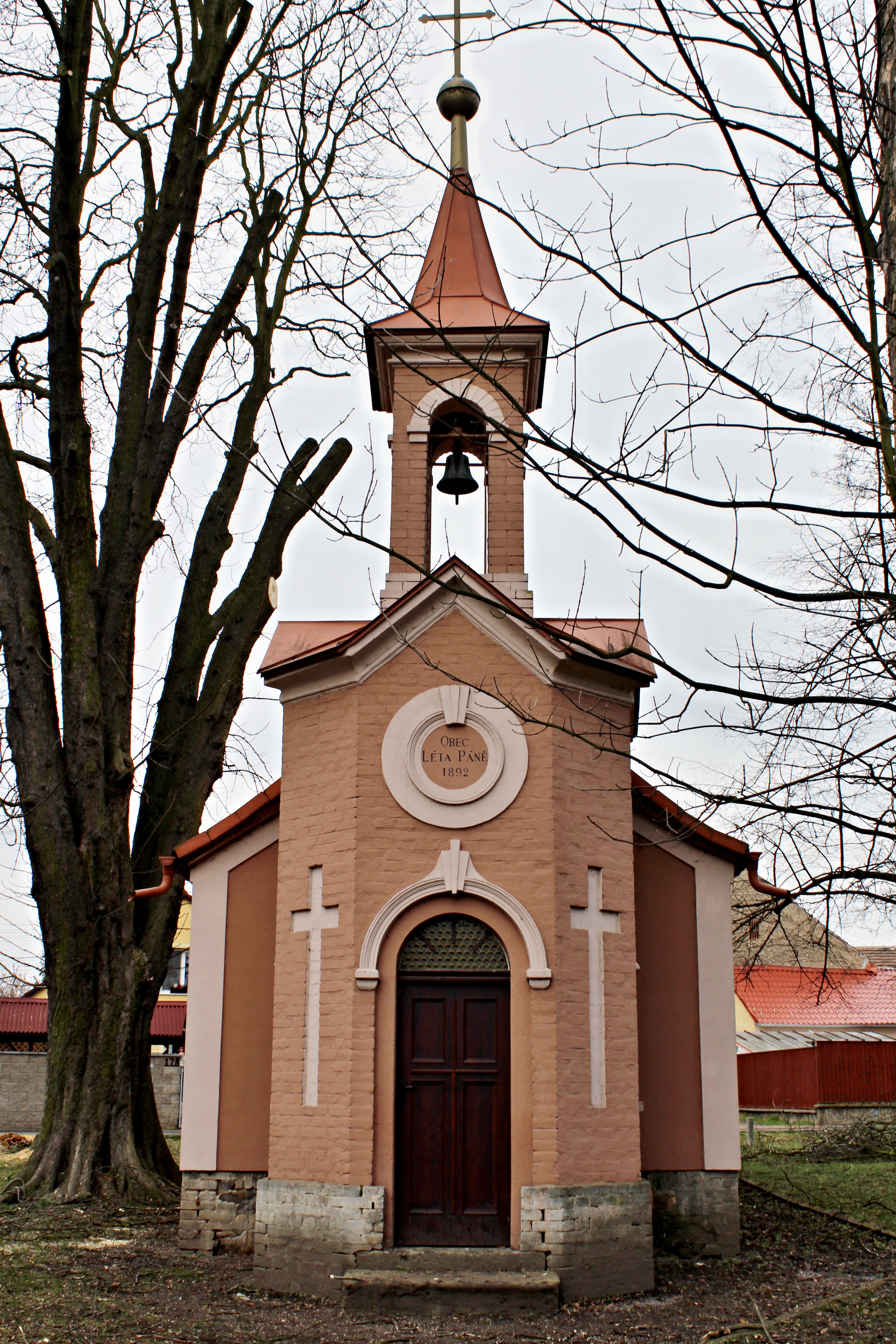
Kaple v Chrášťanech

- Socha svatého Jana Nepomuckého
- Venkovský dům (Chrášťany 27)
- Kaple z roku 1892

## Doprava

### Silnice
U východní hranice Třebonic, již na pražském území, je velká mimoúrovňová křižovatka dálnice D5 a Pražského okruhu (zde nesoucího název Novořeporyjská). Dálnice D5 prochází středem území Chrášťan, severně od jejich hlavní zástavby. Přímo přes zástavbu Chrášťan vede stará výpadovka, silnice II/605, směrem k Rudné, která s Chrášťany sousedí na západě. Z ní v Třebonicích odbočuje silnice na východ do Třebonic s odbočkou na jihovýchod do Jinočan. Na sever vede silnička do Chýně.

### Veřejná doprava 2019
Autobusovou dopravu v Chrášťanech zajišťuje několik linek Pražské integrované dopravy v hlavním směru Zličín – Rudná, kde jezdí především dopravce Arriva Střední Čechy a na lince 307 ČSAD Kladno. Na území Chrášťan jsou čtyři páry zastávek:
- Chrášťany, Scania-Label - na znamení
- Chrášťany, Protherm - na znamení
- Chrášťany - na znamení
- Chrášťany, Mezcestí - na znamení

Dvě z linek, 309 a 310, odbočují za centrem Chrášťan na jih do Jinočan a Tachlovic. Dále pokračuje směrem na Nádraží Radotín nebo Nučice.
Železniční stanice Rudná u Prahy je v nejvýchodnější části Rudné, těsně u hranic Chrášťan, takže zvláště z jejich západní části (Mezcestí) lze využít frekventované železniční spojení do Prahy-Smíchova přes Prahu-Řeporyje nebo do Berouna přes Rudnou a Nučice (trať 173), trať do Hostivice (122) nemá valný dopravní význam.

## Průmyslové a nezastavěné plochy
Na území Chrášťan je mnoho průmyslových a skladových areálů. Na jihu území u vrcholu Hůrka (401 m) je areál firem Bramax, Velux a ORM. Jihozápadně od centra Chrášťan v jeho těsné blízkosti jsou strojírny Chrášťany. Na severovýchodě u pražských hranic jsou areály Scania a Label design. Těsně na hranici Chrášťan a Rudné se pak nachází nový areál společnosti TNT Express. Jinak je severní polovina území Chrášťan, severně od dálnice D5, nezastavěná.

## Dalejský potok
V Chrášťanech pramení Dalejský potok, který teče do Prahy. Na kraji Chrášťan u Pražského okruhu je na něm retenční nádrž.

## Firma VAFO
Chrášťany na sebe několik posledních let soustředí negativní pozornost díky firmě VAFO, vyrábějící krmiva pro zvířata, při jejichž produkci se šíří nesnesitelný zápach obtěžující tisíce lidí v blízkém i širokém okolí (Zličín, Hostivice, Stodůlky, Řepy, Ruzyně, Sobín, Třebonice, Řeporyje, Jinonice a Motol). Tento stav prozatím stále přetrvává (k 1. březnu 2019) a je otázkou, kdy a jak bude vyřešen.

## Další fotografie

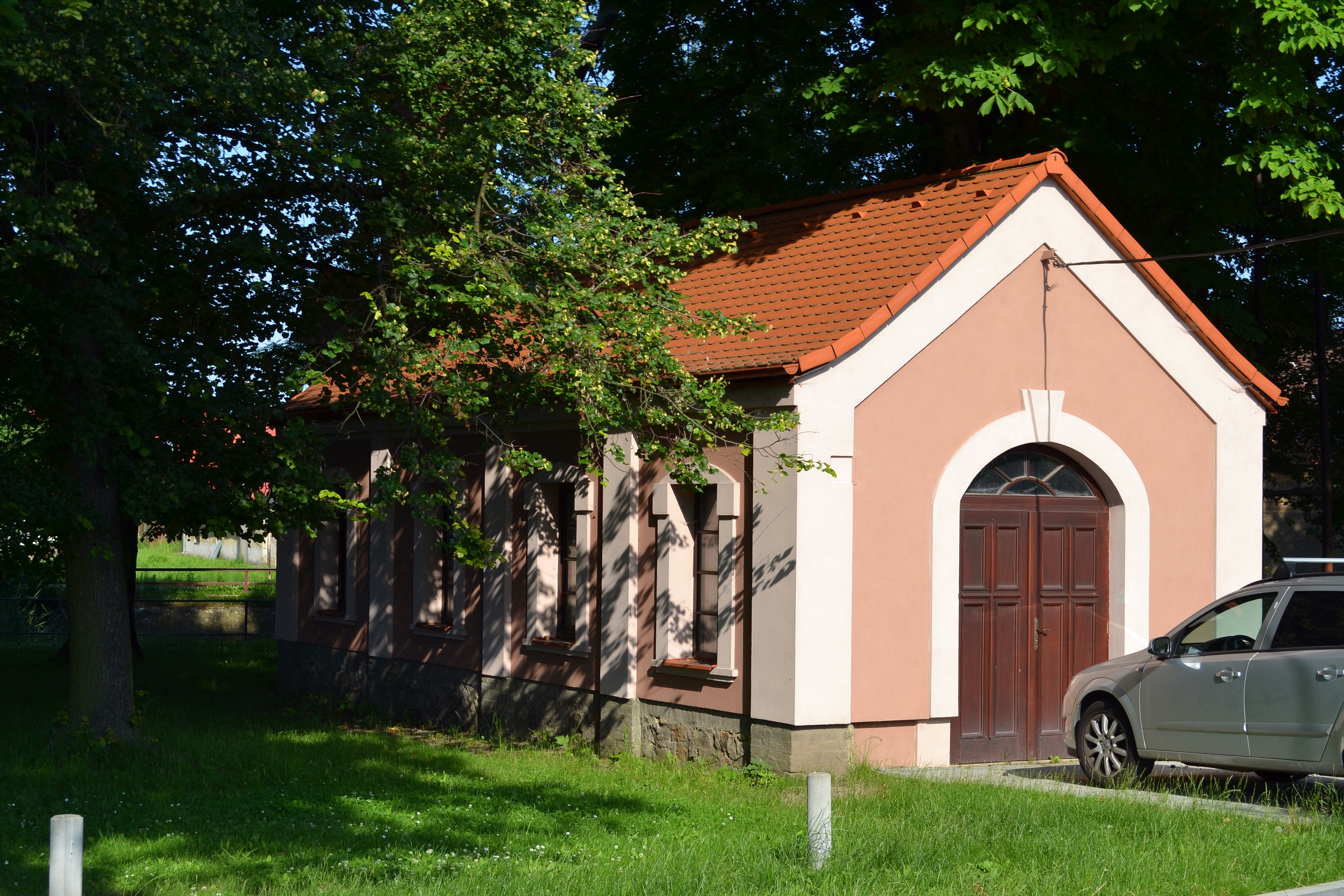
Kaple
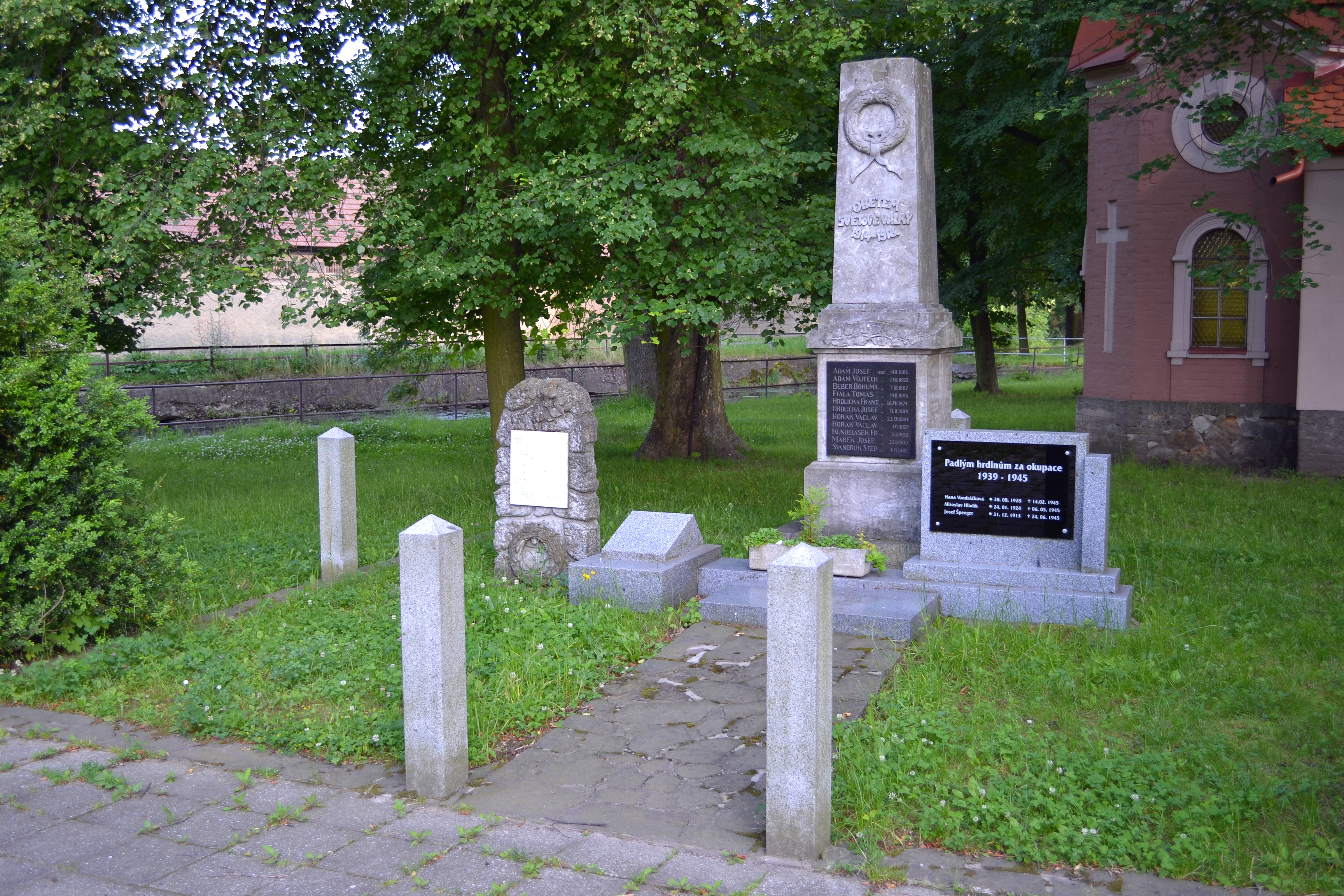
Pomník obětem světových válek
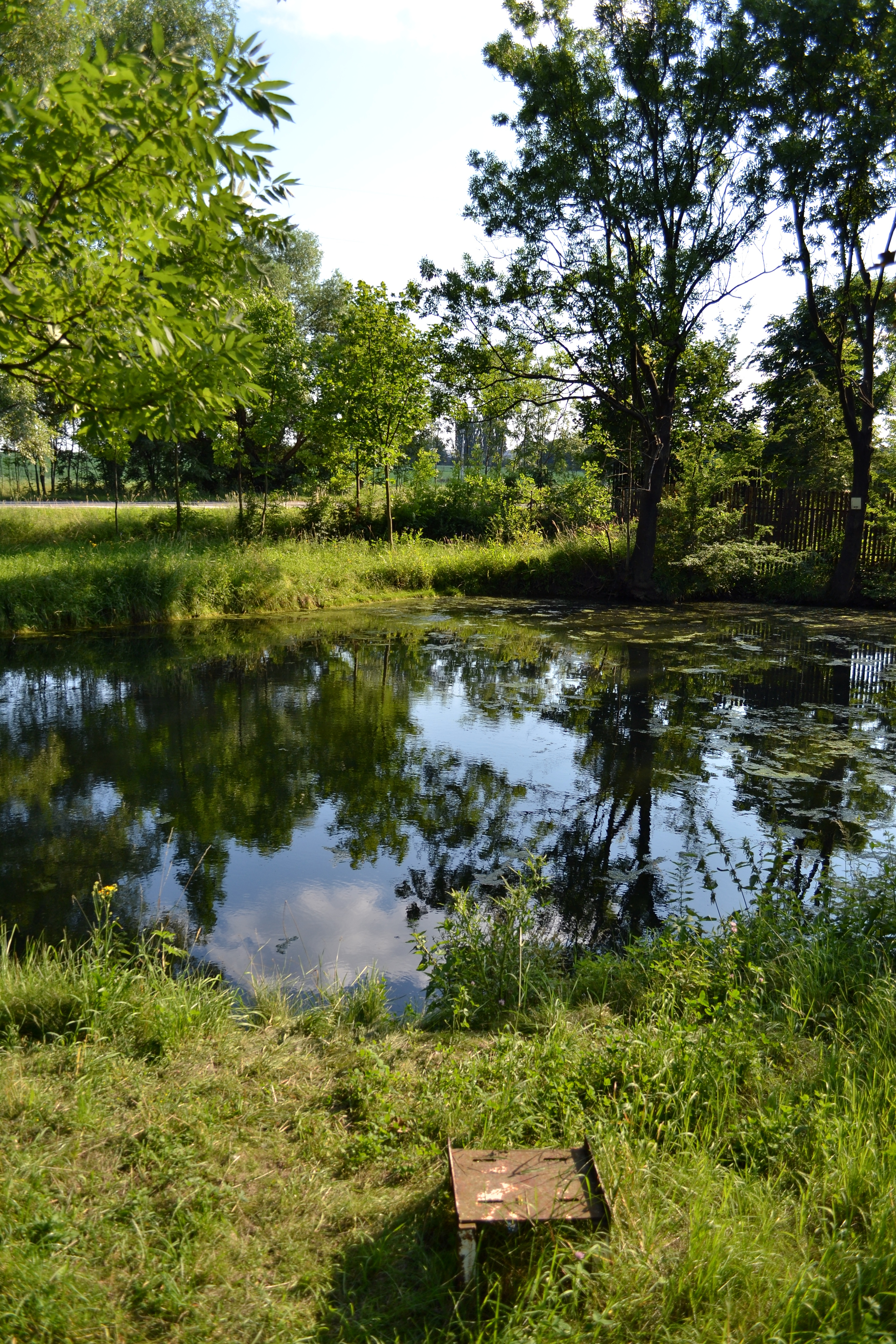
Rybník na Dalejském potoce
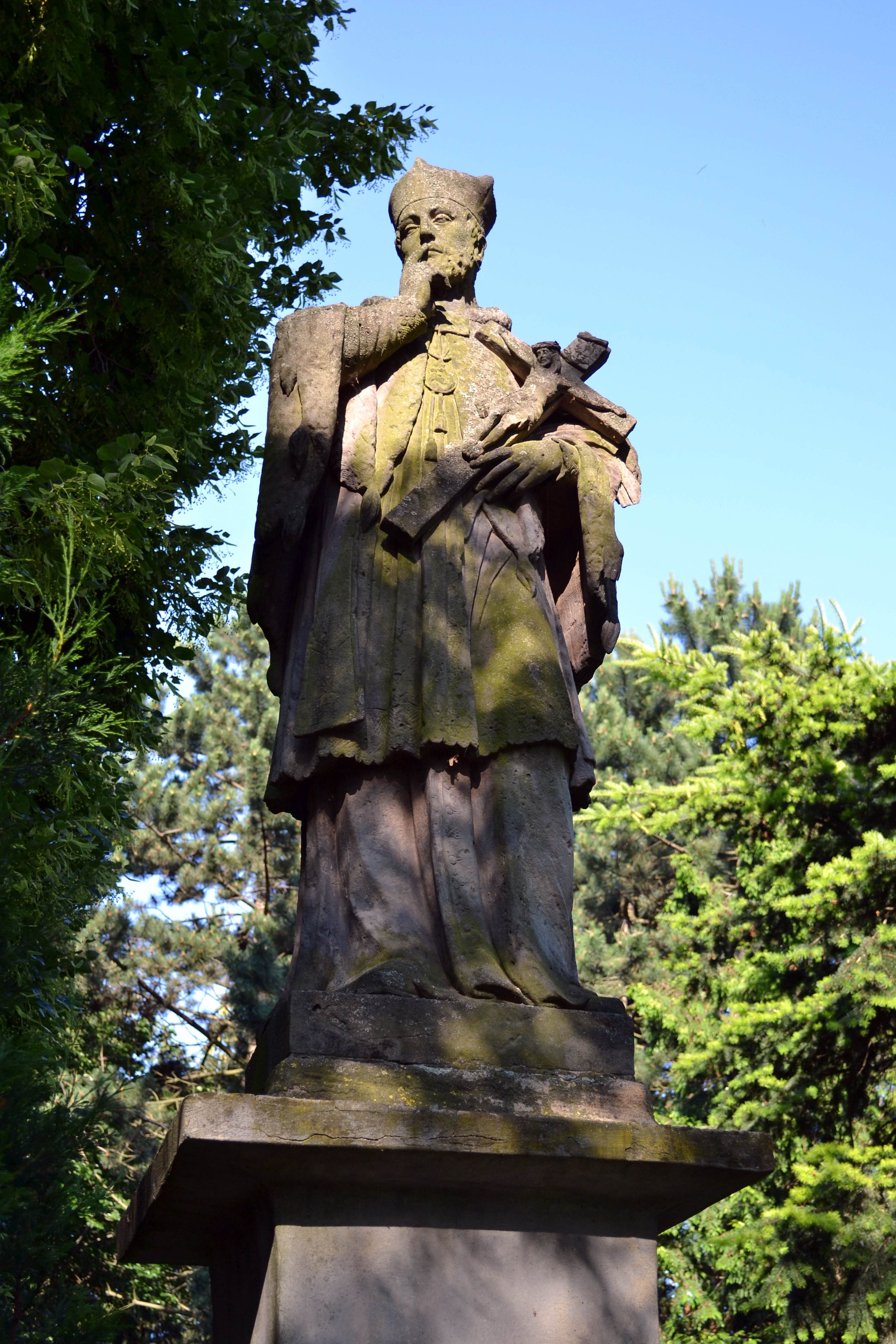
Socha sv. Jana Nepomuckého
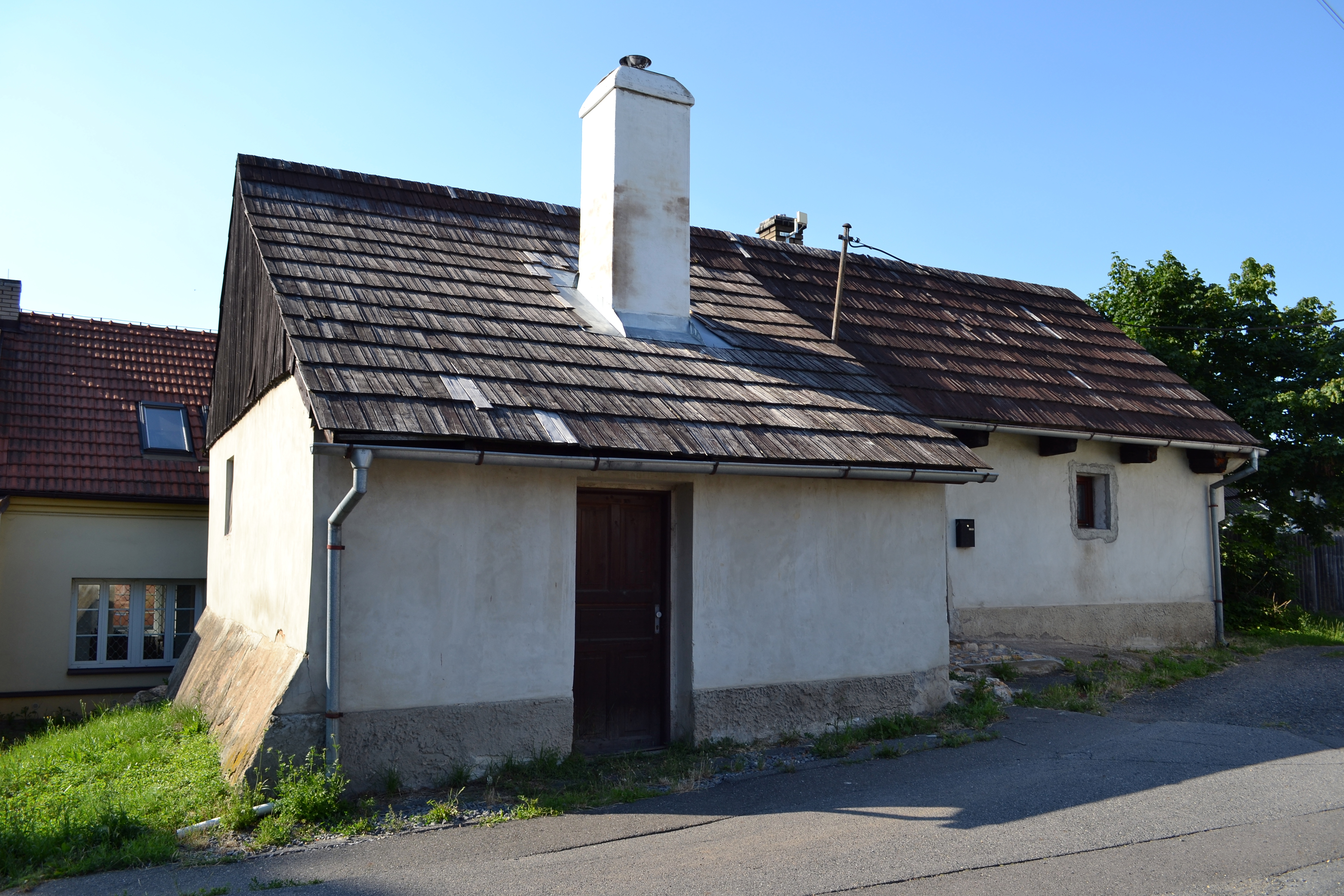
Památkově chráněný venkovský dům Chrášťany 27
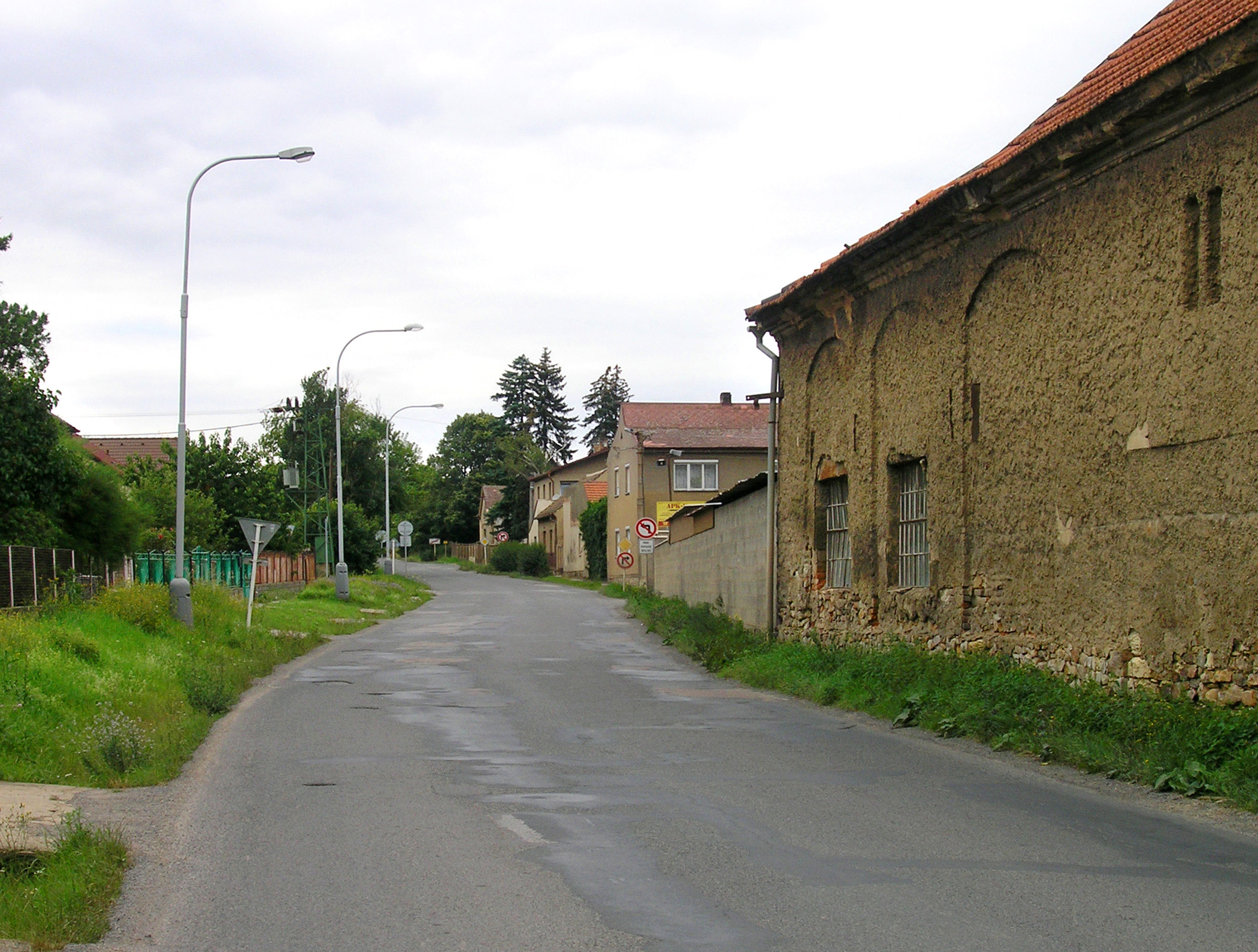
Silnice na sever